# Pournoy-la-Grasse
Pournoy-la-Grasse és un municipi francès, situat al departament del Mosel·la i a la regió del Gran Est. L'any 2007 tenia 553 habitants.

## Demografia

### Població
El 2007 la població de fet de Pournoy-la-Grasse era de 553 persones. Hi havia 198 famílies, de les quals 27 eren unipersonals (8 homes vivint sols i 19 dones vivint soles), 62 parelles sense fills, 97 parelles amb fills i 12 famílies monoparentals amb fills.
La població ha evolucionat segons el següent gràfic:
Habitants censats

### Habitatges
El 2007 hi havia 203 habitatges, 200 eren l'habitatge principal de la família i 3 estaven desocupats. 196 eren cases i 7 eren apartaments. Dels 200 habitatges principals, 178 estaven ocupats pels seus propietaris, 18 estaven llogats i ocupats pels llogaters i 3 estaven cedits a títol gratuït; 2 tenien dues cambres, 7 en tenien tres, 26 en tenien quatre i 165 en tenien cinc o més. 178 habitatges disposaven pel capbaix d'una plaça de pàrquing. A 61 habitatges hi havia un automòbil i a 130 n'hi havia dos o més.

### Piràmide de població
La piràmide de població per edats i sexe el 2009 era:
| Homes | Edats   | Dones |
| ----- | ------- | ----- |
| 4     | 95 o +  | 0     |
| 0     | 90 a 94 | 0     |
| 12    | 85 a 89 | 0     |
| 4     | 80 a 84 | 8     |
| 0     | 75 a 79 | 8     |
| 4     | 70 a 74 | 4     |
| 12    | 65 a 69 | 8     |
| 4     | 60 a 64 | 4     |
| 16    | 55 a 59 | 12    |
| 20    | 50 a 54 | 24    |
| 20    | 45 a 49 | 28    |
| 16    | 40 a 44 | 12    |
| 12    | 35 a 39 | 8     |
| 12    | 30 a 34 | 16    |
| 16    | 25 a 29 | 8     |
| 4     | 20 a 24 | 16    |
| 20    | 15 a 19 | 16    |
| 24    | 10 a 14 | 8     |
| 12    | 5 a 9   | 12    |
| 16    | 0 a 4   | 4     |

## Economia
El 2007 la població en edat de treballar era de 363 persones, 266 eren actives i 97 eren inactives. De les 266 persones actives 260 estaven ocupades (133 homes i 127 dones) i 6 estaven aturades (2 homes i 4 dones). De les 97 persones inactives 37 estaven jubilades, 35 estaven estudiant i 25 estaven classificades com a «altres inactius».

### Ingressos
El 2009 a Pournoy-la-Grasse hi havia 206 unitats fiscals que integraven 584 persones, la mediana anual d'ingressos fiscals per persona era de 25.294 €.

### Activitats econòmiques
Dels 17 establiments que hi havia el 2007, 2 eren d'empreses extractives, 1 d'una empresa de fabricació d'altres productes industrials, 3 d'empreses de construcció, 1 d'una empresa de comerç i reparació d'automòbils, 1 d'una empresa de transport, 1 d'una empresa d'hostatgeria i restauració, 1 d'una empresa d'informació i comunicació, 1 d'una empresa financera, 1 d'una empresa immobiliària, 3 d'empreses de serveis, 1 d'una entitat de l'administració pública i 1 d'una empresa classificada com a «altres activitats de serveis».
Dels 2 establiments de servei als particulars que hi havia el 2009, 1 era un paleta i 1 restaurant.
L'any 2000 a Pournoy-la-Grasse hi havia 4 explotacions agrícoles.

## Equipaments sanitaris i escolars
El 2009 hi havia una escola maternal integrada dins d'un grup escolar amb les comunes properes formant una escola dispersa.

## Poblacions més properes
El següent diagrama mostra les poblacions més properes.